# Communauté de communes des Lacs Médocains
La communauté de communes des Lacs Médocains  est un ancien établissement public de coopération intercommunale (EPCI) français situé dans le département de la Gironde en région Nouvelle-Aquitaine, dans les Landes du Médoc.
Elle était membre du syndicat mixte Pays de Médoc.

## Historique
La communauté de communes des Lacs Médocains a été créée par arrêté préfectoral à la date du 10 décembre 2002 sur la base de trois communes adhérentes.
Le 1er janvier 2017, la communauté de communes des Lacs Médocains et la communauté de communes de la Pointe du Médoc fusionnent au sein de la nouvelle Communauté de communes Médoc Atlantique

## Composition
| Nom             | Code Insee | Gentilé    | Superficie (km2) | Population (dernière pop. légale) | Densité (hab./km2) |
| --------------- | ---------- | ---------- | ---------------- | --------------------------------- | ------------------ |
| Carcans (siège) | 33097      | Carcanais  | 175,40           | 2 348 (2014)                      | 13                 |
| Hourtin         | 33203      | Hourtinais | 190,50           | 3 432 (2014)                      | 18                 |
| Lacanau         | 33214      | Canaulais  | 214,02           | 4 552 (2014)                      | 21                 |

## Démographie
| 2011  | 2012   | 2013   |
| ----- | ------ | ------ |
| 9 956 | 10 078 | 10 209 |

## Administration
L'administration de l'intercommunalité reposait, à compter du renouvellement général des conseils municipaux de mars 2014, sur 22 délégués titulaires, Lacanau disposant de dix sièges, Hourtin de sept et Carcans de cinq.
| Période                                  | Période | Identité      | Étiquette | Qualité                  |
| ---------------------------------------- | ------- | ------------- | --------- | ------------------------ |
| ?                                        | 2016    | Henri Sabarot | CPNT      | Maire de Carcans (1995-) |
| Les données manquantes sont à compléter. |         |               |           |                          |